# Polyscias aemiliguineae
Espèce
Statut de conservation UICN

 CR A1c, C1+2a : 
En danger critique
Polyscias aemiliguineae est une espèce de plantes à fleurs de la famille des araliacées. C'est un arbre endémique de l'île de La Réunion, département d'outre-mer français dans le sud-ouest de l'océan Indien. En danger critique d'extinction, elle est sauvegardée au Conservatoire botanique national de Brest.

## Description

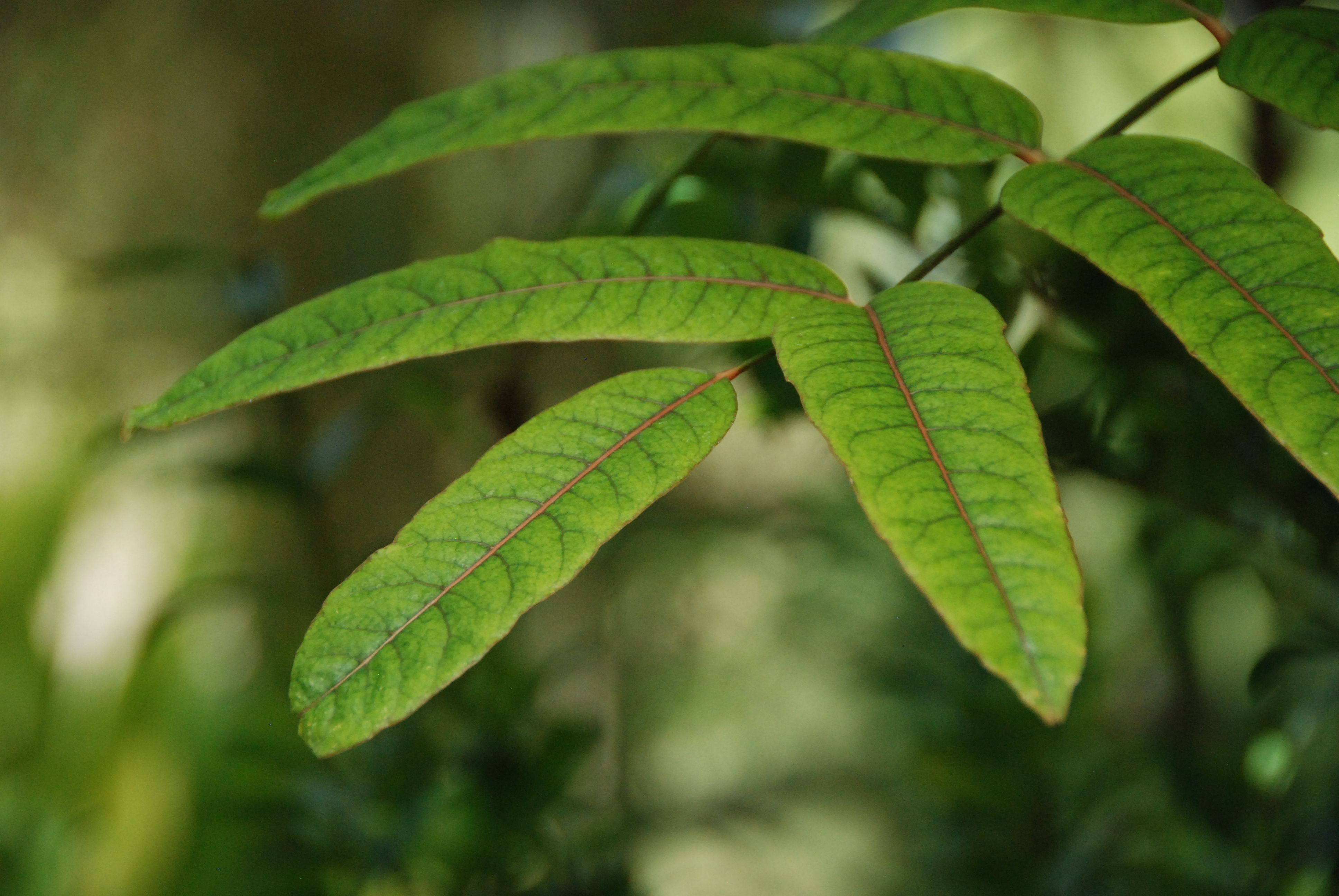
détail sur les feuilles de Polyscias aemiliguineae

## Galerie photos

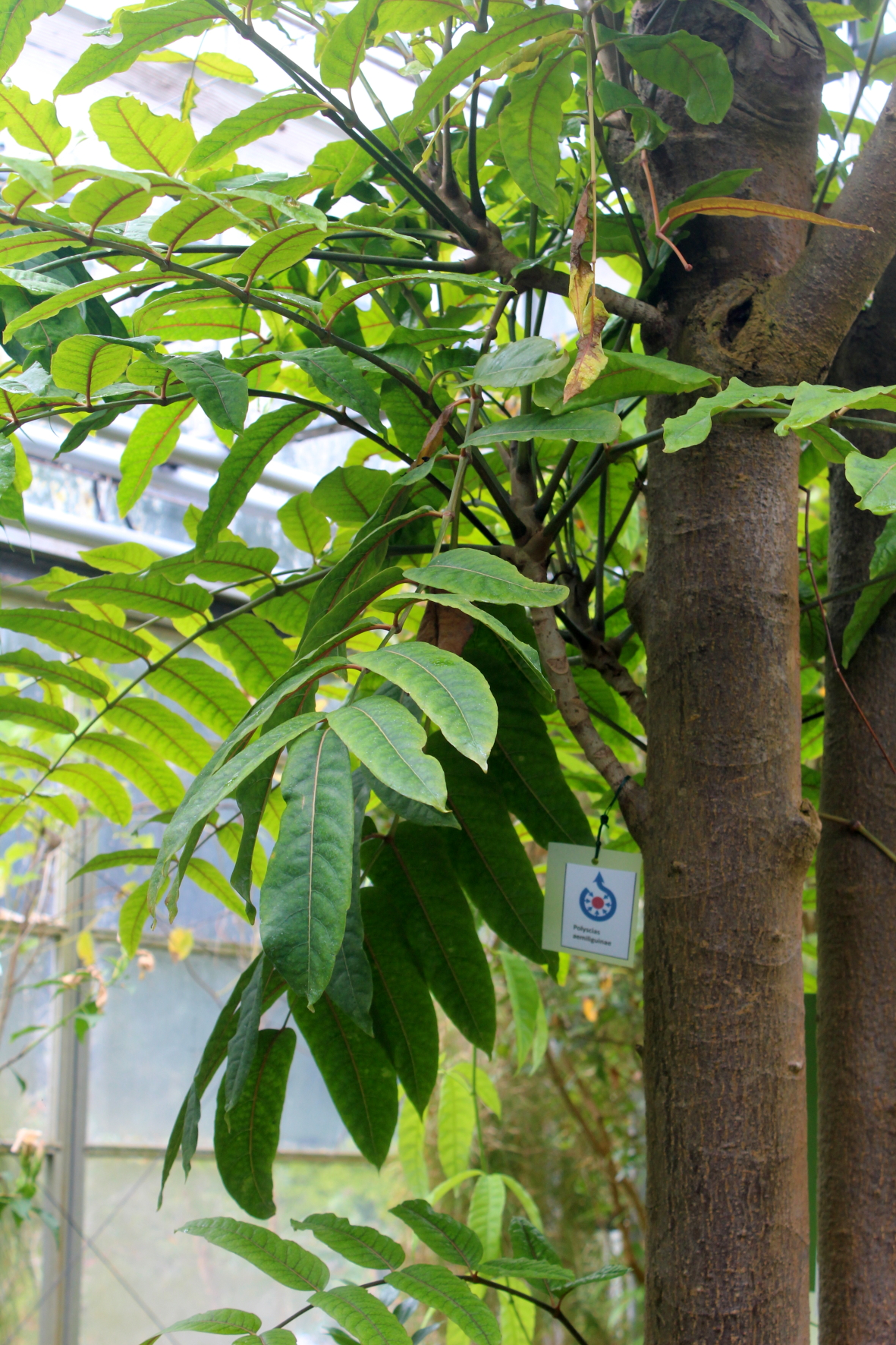
Branches et tronc.
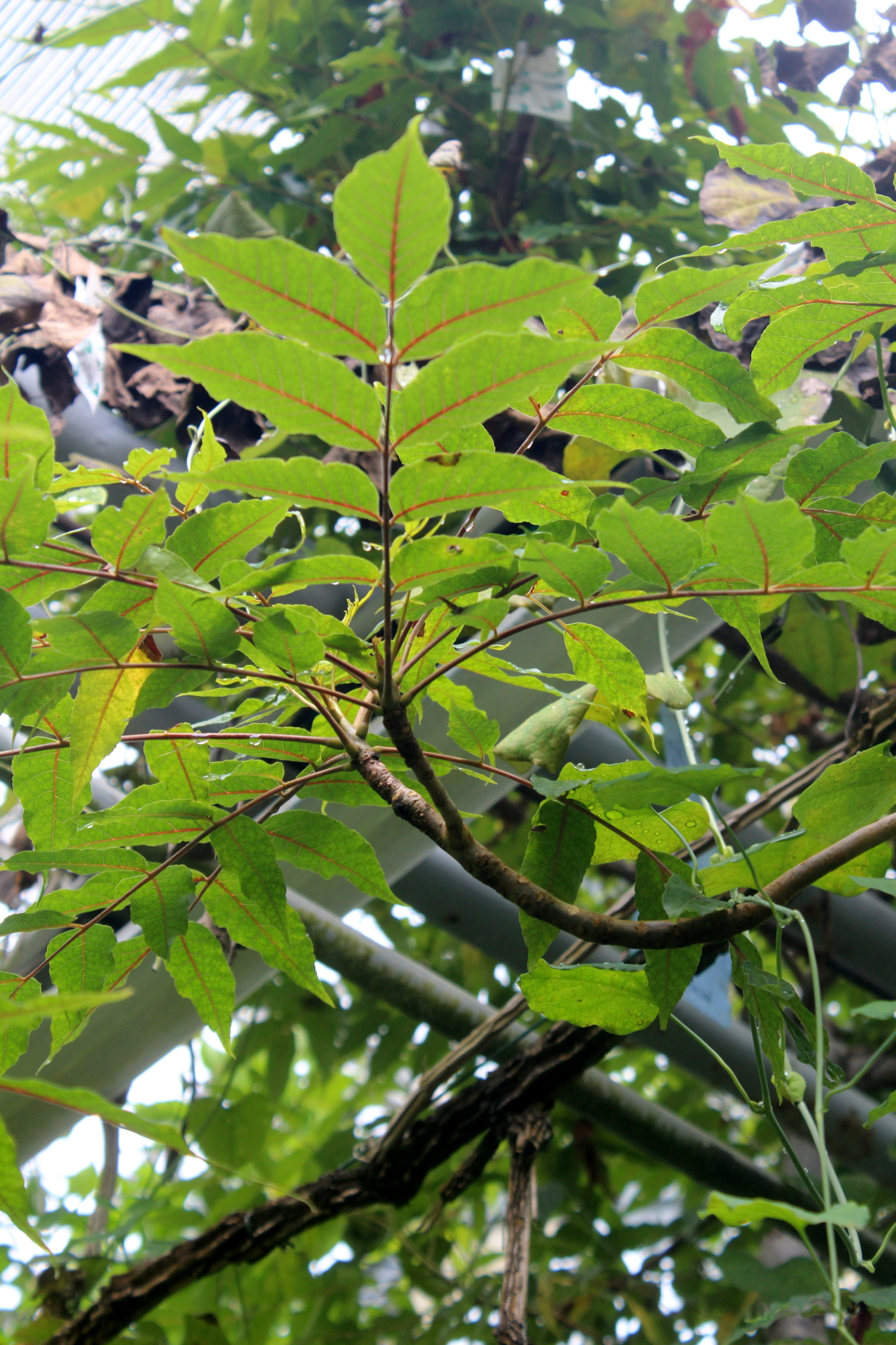
Feuilles.
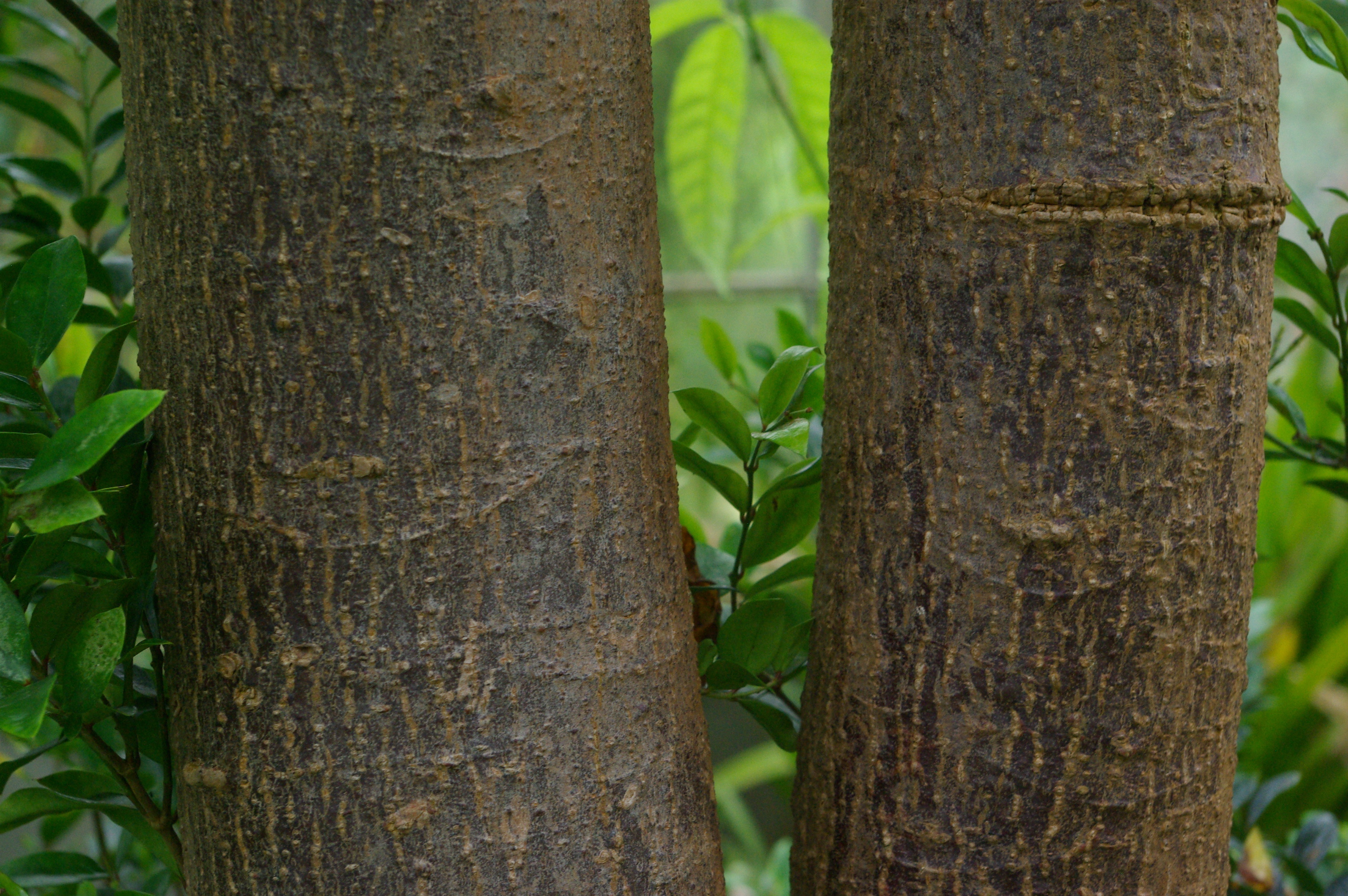
Détail du tronc.